# District de Bardiya
Le district de Bardiya (en népalais : बर्दिया जिल्लाला) est l'un des 77 districts du Népal. Il est rattaché à la province de Lumbini. La population du district s'élevait à 423 656 habitants en 2011.

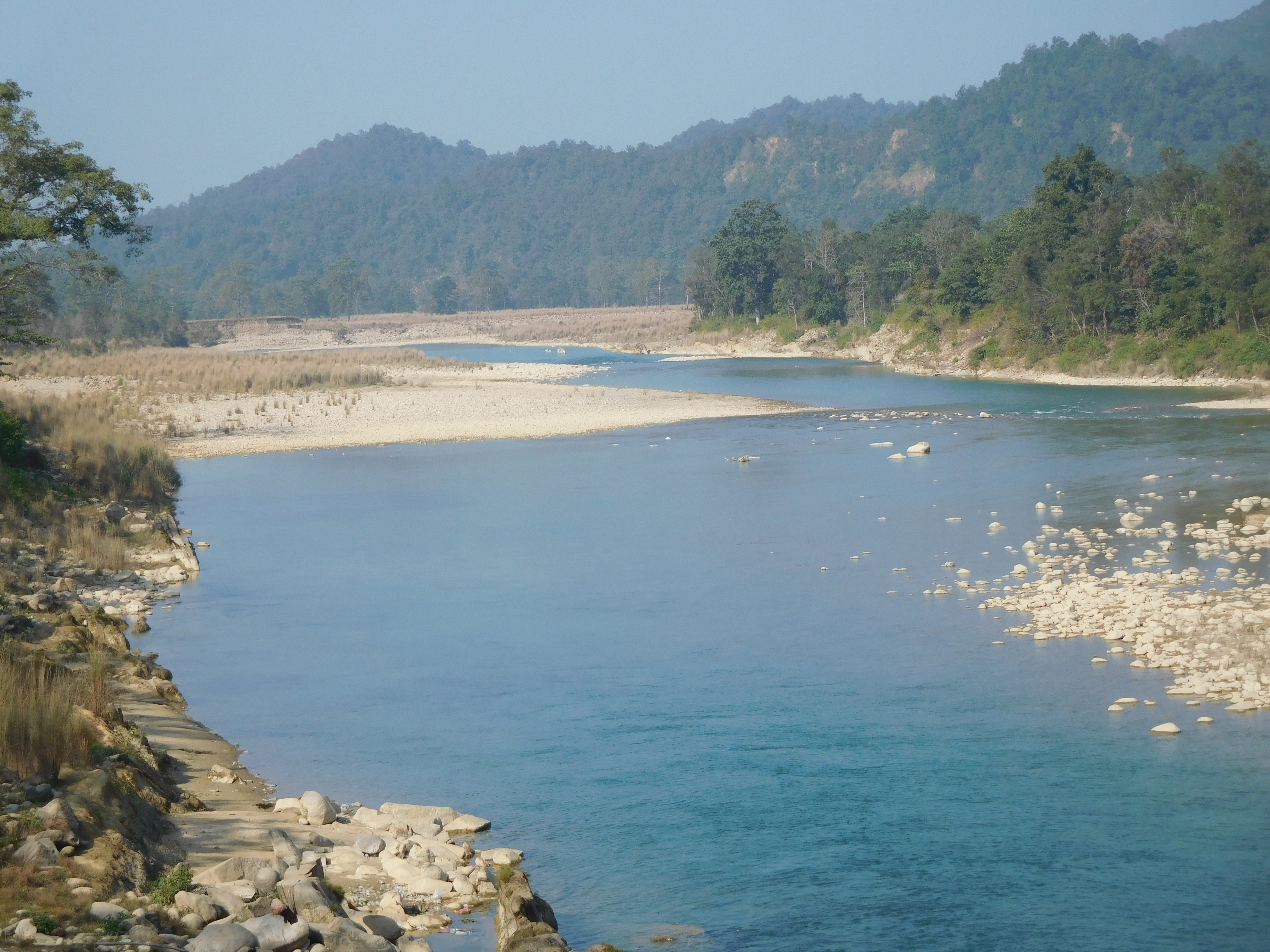
District de Bardiya – Vue

## Histoire
Il faisait partie de la zone de Bheri et de la région de développement Moyen-Ouest jusqu'à la réorganisation administrative de 2015 où ces entités ont disparu.

## Subdivisions administratives
Le district de Bardiya est subdivisé en 8 unités de niveau inférieur, dont 6 municipalités et 2 gaunpalikas ou municipalités rurales.
| # | Nom         | Nom en népalais | Type         | Population (2011) | Superficie (km2) |
| - | ----------- | --------------- | ------------ | ----------------- | ---------------- |
| 1 | Gularia     | गुलरिया            | municipalité | 66 679            | 118,21           |
| 2 | Madhuvan    | मधुवन            | municipalité | 46 437            | 129,73           |
| 3 | Rajapur     | राजापुर            | municipalité | 59 553            | 127,08           |
| 4 | Thakurbaba  | ठाकुरबाबा           | municipalité | 44 361            | 104,57           |
| 5 | Bansgarhi   | बाँसगढी            | municipalité | 55 875            | 206,08           |
| 6 | Barbardiya  | बारबर्दिया          | municipalité | 68 012            | 226,09           |
| 7 | Baghaiyatal | बढैयाताल           | gaunpalika   | 47 868            | 115,19           |
| 8 | Geruwa      | गेरुवा             | gaunpalika   | 34 871            | 78,41            |